# Lluís Mercadé
Lluís Mercadé (Barcelona, 1898 - ídem, 1959) fue un pintor español. Formado en París y Múnich, expuso individualmente en las Galerías Dalmau de Barcelona (1925) y colectivamente en Les Arts i els Artistes. Cultivó la figura, con un concepto plácido y estructural de filiación novecentista.
- Datos: Q9023347